# Crystal Lake Entertainment
Crystal Lake Entertainment — мультимедийная производственная компания, расположенная в Лос-Анджелесе. Компания была названа в честь легендарного озера из фильма «Пятница, 13-е», снятого основателем и генеральным директором Шоном С. Каннингемом. Их первым выпущенным проектом был «XCU: Extreme Close Up».

## Фильмография
- Джейсон отправляется в ад: Последняя пятница (1993) (как Sean S. Cunningham Films)
- XCU: Extreme Close Up (2001)
- Джейсон X (2001)
- Вторжение на Землю (2002)
- Фредди против Джейсона (2003)
- Пятница, 13-е (2009)
- Последний дом слева (2009)

## Телевидение
- Пятница 13-е[1][2]